# Skala TORRO
Skala intensywności tornad TORRO – skala mierząca intensywność tornada. Jest skalą otwartą, ale zwykle podaje się ją w przedziale pomiędzy T0 a T10, ze względu na znikome prawdopodobieństwo wystąpienia tornada o wietrze powyżej 134 m/s (482 km/h). Została zaproponowana przez Terence'a Meadena z Tornado and Storm Research Organisation (TORRO), brytyjskiej organizacji meteorologicznej, jako rozwinięcie skali Beauforta.

## Historia i związek ze skalą Beauforta
Skala była testowana w latach 1972–1975. Została opublikowana na spotkaniu Royal Meteorological Society w 1975. Intensywność T0 jest odpowiednikiem 8. stopnia w skali Beauforta i jest skorelowana ze skalą B wzorem:
B = 2(T + 4)
i odwrotnie:
T = B/2 - 4
| Skala Beauforta | B | 8 | 10 | 12 | 14 | 16 | 18 | 20 | 22 | 24 | 26 | 28 |
| Skala TORRO     | T | 0 | 1  | 2  | 3  | 4  | 5  | 6  | 7  | 8  | 9  | 10 |

Skala Beauforta została wprowadzona w 1805, a w latach 20. XX wieku dopracowano ją, uwzględniając w niej prędkość wiatru. Wyraża prędkość wiatru (v) wzorem:
v = 0.837 B3/2 m/s

## Wzór
Skala jest określona wzorem:
{\displaystyle T=(v/2.365)^{2/3}-4}
gdzie:
{\displaystyle T} – stopień w skali TORRO,
{\displaystyle v} – prędkość wiatru mierzona jako 3-sekundowy poryw 10 m nad poziomem terenu

## Stopnie skali TORRO
| Stopień | Prędkość wiatru (szacowana) | Prędkość wiatru (szacowana) | Prędkość wiatru (szacowana) | Potencjalne szkody (tylko orientacyjnie określone) | Przykład zniszczeń (tylko orientacyjny) |
| Stopień | mph                         | km/h                        | m/s                         | Potencjalne szkody (tylko orientacyjnie określone) | Przykład zniszczeń (tylko orientacyjny) |
| T0      | 39–54                       | 61–86                       | 17–24                       | Lekkie tornado. - Luźna, lekka ściółka podnoszona z ziemi. - Namioty poważnie uszkodzone. - Niektóre dachówki zerwane. - Połamane drobne gałęzie. - Ścieżka tornada widoczna w uprawach. |                                         |
| T1      | 55–72                       | 87–115                      | 25–32                       | Słabe tornado. - Cięższa ściółka unosi się w powietrzu. - Leżaki przenoszone przez wiatr. - Lekkie konstrukcje (takie jak szopy) nieznacznie uszkodzone. - Zerwane dachówki. - Uszkodzenia kominów. - Drewniane płoty przewrócone. - Żywopłoty i drzewa nieznacznie uszkodzone. |                                         |
| T2      | 73–92                       | 116–147                     | 33–41                       | Umiarkowane tornado. - Przewrócone przyczepy kempingowe. - Lekkie konstrukcje (jak szopy ogrodowe) zniszczone. - Uszkodzenia dachów krytych dachówką i kominów. - Duże gałęzie drzew skręcone lub odłamane, małe drzewa wyrwane z korzeniami. - Słabe ceglane ściany zburzone. - Wybite szyby w oknach. |                                         |
| T3      | 93–114                      | 148–184                     | 42–51                       | Mocne tornado. - Przyczepy kempingowe zniszczone. - Garaże i budynki gospodarcze o słabej konstrukcji zniszczone. - Szkielet dachu odsłonięty. - Niektóre z większych drzew połamane lub wyrwane z korzeniami. - Gruz przenoszony na znaczne odległości. |                                         |
| T4      | 115–136                     | 185–220                     | 52–61                       | Silne tornado. - Samochody osobowe przemieszczane. - Całe dachy zrywane z niektórych domów. - Całkowicie odsłonięte belki stropowe z mocniejszych murowanych domów. - Liczne drzewa wyrwane z korzeniami lub połamane. - Znaki drogowe wygięte. - Gruz przenoszony na odległość do 2 km. |                                         |
| T5      | 137–160                     | 221–259                     | 62–72                       | Intensywne tornado. - Cięższe pojazdy silnikowe (np. 4-tonowe ciężarówki) unoszone w powietrze. - Zerwane całe dachy, uszkodzone ściany szczytowe. - Przedmioty (np. meble) wyssane na zewnątrz z domów. - Słabsze budynki całkowicie zniszczone. - Słupy energetyczne zniszczone. |                                         |
| T6      | 161–186                     | 260–299                     | 73–83                       | Średnio niszczycielskie tornado. - Domy o mocnej konstrukcji ulegają poważnym uszkodzeniom lub są całkowicie niszczone. - Cegły i elementy konstrukcji stają się niebezpiecznymi pociskami unoszącymi się w powietrzu. - Słupy sieci wysokiego napięcia powyginane lub zniszczone. - Drobne przedmioty (jak np. sztućce) wbite w ściany. - Małe konstrukcje mogą być unoszone w powietrze i przenoszone w inne miejsca bez znacznych uszkodzeń. |                                         |
| T7      | 187–212                     | 300–342                     | 84–95                       | Silnie niszczycielskie tornado. - Domy murowane całkowicie zniszczone. - Budynki magazynowe o konstrukcji stalowej zniszczone lub poważnie uszkodzone. - Lokomotywy przewrócone. - Drzewa częściowo obdarte z kory przez unoszony w powietrzu gruz. |                                         |
| T8      | 213–240                     | 343–385                     | 96–107                      | Dotkliwie niszczycielskie tornado. - Samochody osobowe przenoszone na duże odległości. - Niektóre budynki fabryczne o stalowej konstrukcji poważnie uszkodzone lub zniszczone. - Stalowe elementy konstrukcji rozrzucane na znacznym obszarze. - Poważne zniszczenia na obrzeżach ścieżki tornada. |                                         |
| T9      | 241–269                     | 386–432                     | 108–120                     | Druzgocąco niszczycielskie tornado. - Wiele budynków o stalowej konstrukcji całkowicie zniszczonych. - Lokomotywy unoszone w powietrze i przenoszone na pewne odległości. - Pozostałe pnie drzew całkowicie obdarte z kory. - Do przeżycia mieszkańców konieczne jest ukrycie się w schronie poniżej poziomu gruntu. |                                         |
| T10     | 270–299                     | 433–482                     | 121–134                     | Ekstremalnie niszczycielskie tornado. - Całe konstrukcje (takie jak solidnie zbudowane domy) podnoszone z fundamentów i przenoszone przez wiatry. - Szeroki pas zniszczeń jest w dużej mierze pozbawiony drzew, roślinności i konstrukcji wykonanych przez człowieka – niemal wszystko zmiecione do poziomu gruntu. - Wierzchnia warstwa gruntu (na głębokość kilkunastu–kilkudziesięciu centymetrów) zerwana.                                  |                                         |

| T0    | T1    | T2    | T3    | T4    | T5    | T6    | T7    | T8        | T9        | T10       |           |
| Słabe | Słabe | Słabe | Słabe | Silne | Silne | Silne | Silne | Gwałtowne | Gwałtowne | Gwałtowne | Gwałtowne |

Źródło: 